# Safran Landing Systems
Safran Landing Systems, anciennement Messier-Bugatti-Dowty, est une société française, filiale du groupe Safran. Elle est le leader mondial des systèmes d’atterrissage et de freinage pour aéronefs. Safran Landing Systems compte plus de 6 500 salariés en Europe, Amérique du Nord et Asie.
Son siège social se trouve dans le pôle technologique Paris-Saclay, à Vélizy-Villacoublay.

## Historique

### 1920: création de Messier Automobiles
En 1920, George Messier (1896-1933) invente la suspension oléopneumatique et fonde son entreprise : Messier Automobiles.
En 1929, la société est renommée SFMA (Société française de matériel d'aviation), puis Messier travaille sur les trains d’atterrissage.
En 1936, le Front populaire la nationalise en même temps que toutes les entreprises fabriquant du matériel militaire.
En juillet 1963, la marque et l'usine Bugatti sont vendues au constructeur Hispano-Suiza et le site de Molsheim est reconverti pour accueillir des ateliers aéronautiques.
En 1971, Messier compte 2 680 salariés pour un chiffre d’affaires de 198 millions de FF. 
Les activités « atterrisseurs » de Messier et d’Hispano-Suiza, une division du groupe public français Snecma, sont fusionnées pour créer Messier-Hispano tandis que les roues et freins partent chez Bugatti. Les activités « automobile » sont vendues en 1974.

### 1970: rachat de Bugatti et création de Messier-Bugatti
En 1977, lorsque l'entreprise Bugatti est absorbée à son tour, l'ensemble se nomme Messier-Hispano-Bugatti, rassemble 3 000 personnes et fait partie à 71,8 % de Snecma.
En 1986, Jean-Paul Béchat devient le PDG (il sera plus tard celui de Snecma puis de Safran). La société est renommée « Messier-Bugatti » en 1990 ; la même année Messier Services est créé pour l’assistance technique et la distribution de rechanges.
En 1993, un accord est conclu entre Snecma et TI Group portant sur la fusion des activités « train d’atterrissage » de Messier-Bugatti et Dowty. Messier-Dowty est ainsi créé en 1994.
Messier-Dowty est racheté par la Snecma en 1997.
En 2003, Messier-Dowty emploie 3 035 personnes, Messier-Bugatti 1 484 et Messier Services 1 056 ; le groupe Snecma a un chiffre d’affaires de 6,4 milliards d’euros et 39 700 salariés.
En 2005, Snecma fusionne avec la Sagem pour former le groupe Safran. En 2011, Messier-Bugatti, Messier-Dowty et Messier Services sont fusionnés pour donner naissance à Messier-Bugatti-Dowty.

### 2016: Messier-Bugatti-Dowty devient Safran Landing Systems
En 2016, toutes les sociétés du groupe prennent le nom Safran, et Messier-Bugatti-Dowty est renommé Safran Landing Systems.

## Produits

Produits
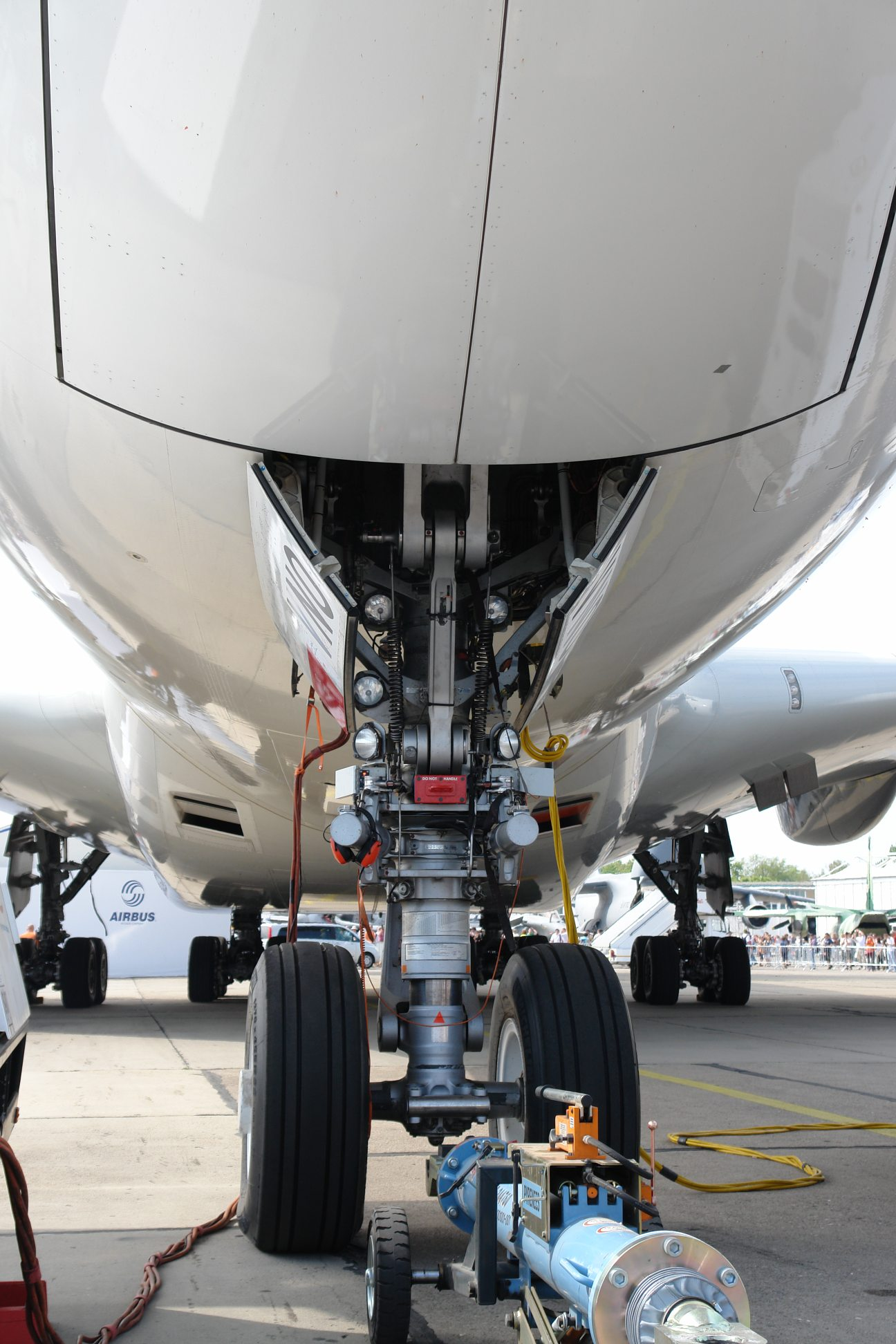
Train avant d’Airbus A380.
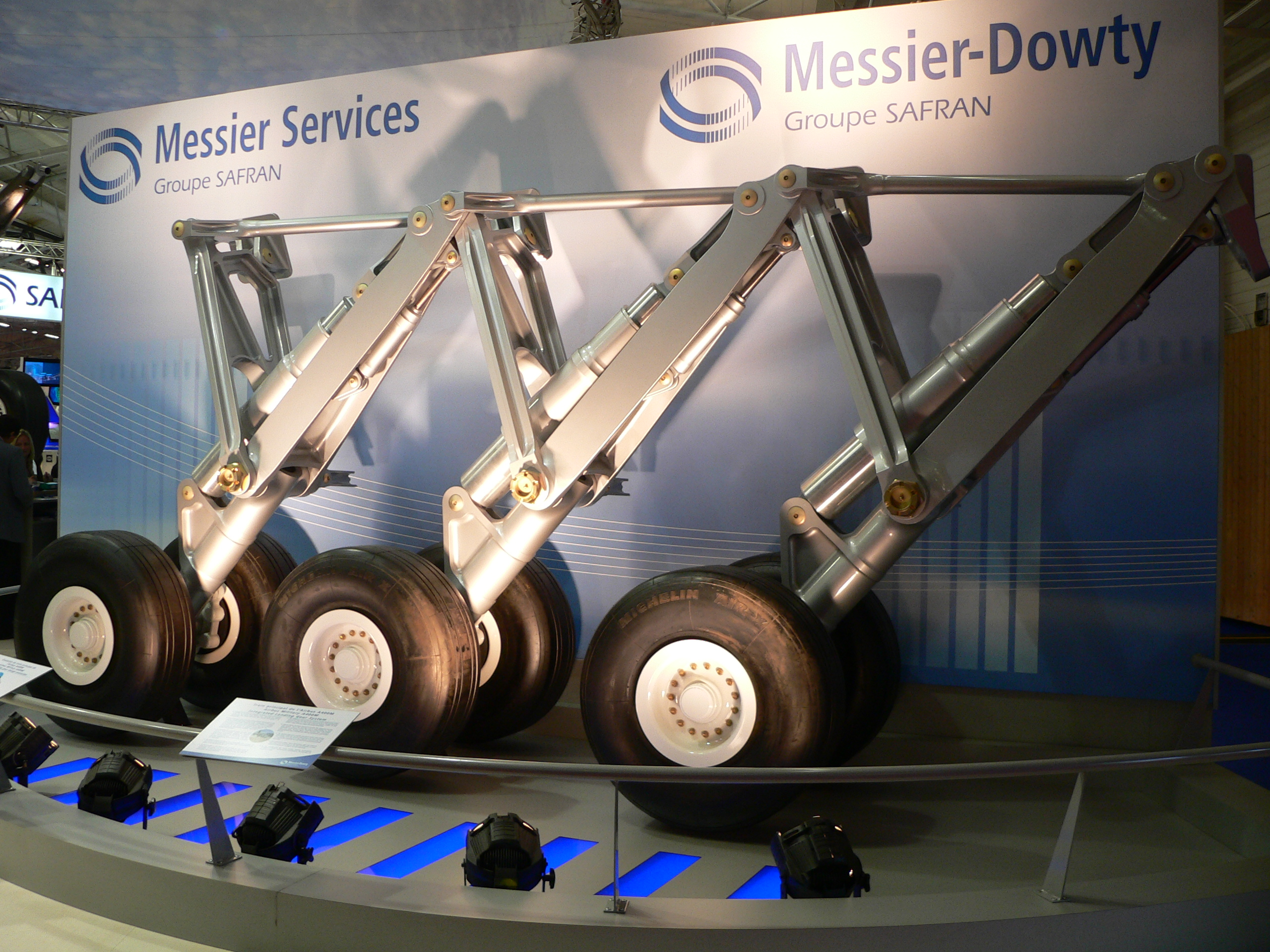
Train principal d’Airbus A400M.
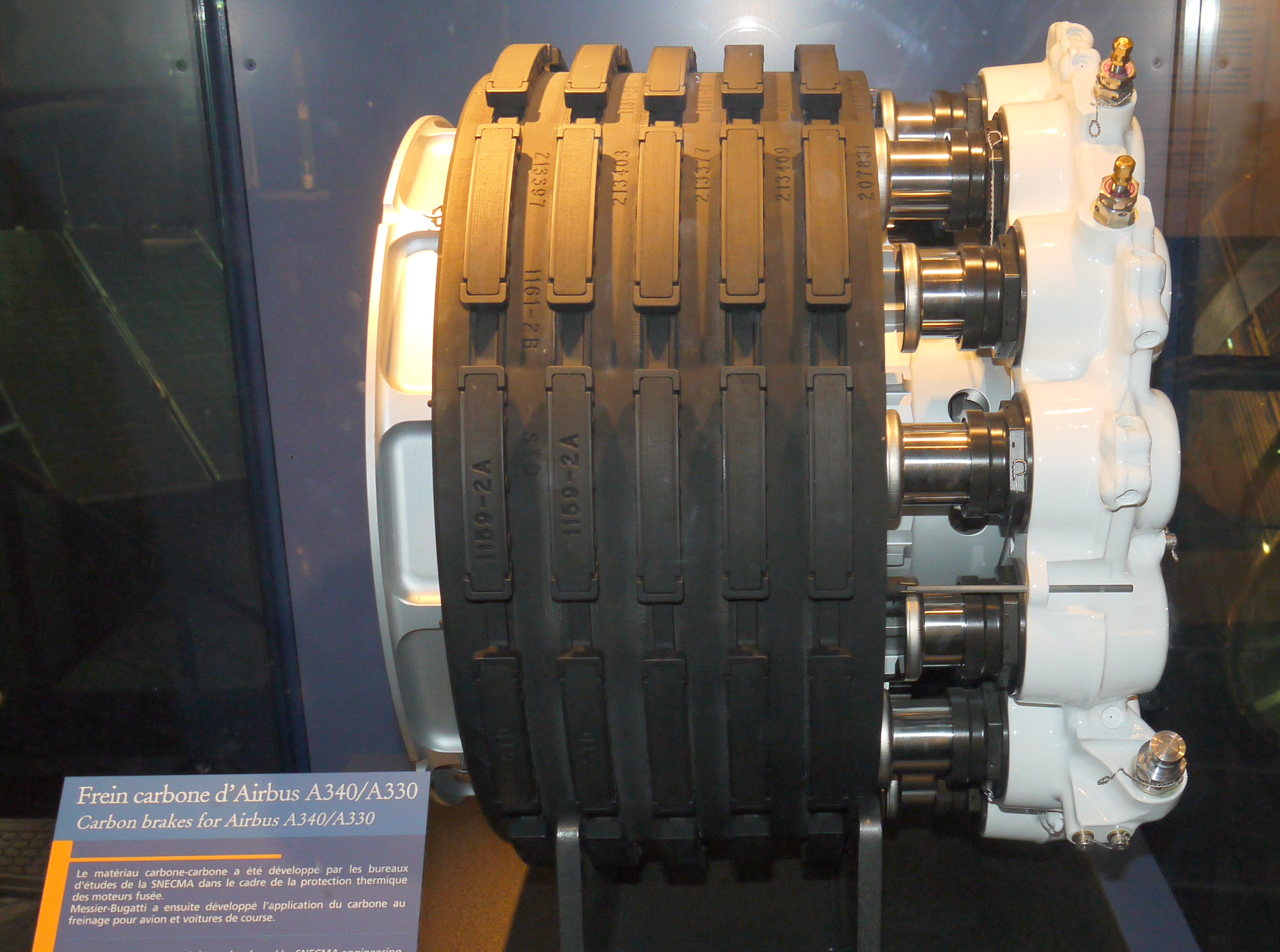
Frein carbone d’Airbus A330-A340.

Safran Landing Systems fournit l'ensemble des atterrisseurs sur pratiquement la totalité des programmes d'Airbus civils et militaires. Pour son 787 et 737 MAX, Boeing a choisi Safran pour les trains principaux et roulette de nez.

## Implantations
Safran Landing Systems a son siège à Vélizy-Villacoublay sur le site de Vélizy qu'il partage avec le centre d'essais en environnement de la SOPEMEA.
L'établissement historique de Messier, fondé à Montrouge (Hauts-de-Seine) était initialement installé au 29, avenue Léon-Gambetta puis, à partir de 1933, au 57 et 58, rue Fenelon où il occupait un terrain de 8 000 m2 couvert de 5 000 m2 d'ateliers et de bureaux jusqu'à son transfert, en 1991, sur la zone aéronautique de Vélizy. A Montrouge, le square Messier et la rue George-Messier ont été inaugurés dans les années 2000 sur une partie du site de la rue Fenelon.
Les principaux sites de production se situent dans les villes suivantes :
- Molsheim, Bas-Rhin (France), site historique de Bugatti ;
- Villeurbanne, Rhône (France) ;
- Walton, Kentucky (États-Unis) ;
- Gloucester, Angleterre (Royaume-Uni), site historique de Dowty ;
- Ajax, Ontario (Canada) ;
- Mirabel, Québec (Canada) ;
- Bidos, Pyrénées-Atlantiques (France), second site historique de Messier ;
- Suzhou, Jiangsu (Chine) ;
- Santiago de Querétaro, Querétaro (Mexique) ;
- Sandakan (Malaisie).

À ces sites de productions s'ajoutent diverses implantations de bureau et supports clients et maintenance au travers le monde :
- Toronto, Ontario (Canada) : Bureau d'études, production
- Singapour : Services
- Milwaukee, Wisconsin (États-Unis) : Services
- Bethlehem, Pennsylvanie (États-Unis) : Services
- Everett, Washington (États-Unis)
- Toulouse (France)
- Nexon (France) : Safran Filtration Systems

Clin d’œil à l’activité aéronautique de l’entreprise, le sol de l’atrium de Vélizy-Villacoublay, conçu par l'architecte Albert Constantin, est traité comme une piste d’atterrissage balisée par des éclairages incrustés. De même, les deux piliers qui reprennent le profil de l'aile d'un aéronef. Subtils élancements qui ont néanmoins pour fonction de soutenir le pont de béton assurant la liaison et la stabilité entre les deux branches. La couverture de l'atrium est traitée comme une 5e façade. Cette fine couverture donne l’impression de flotter au-dessus de l’atrium.

Description du site
Le bâtiment de direction.
Le côté jardin.
Le train en équilibre à l'entrée.
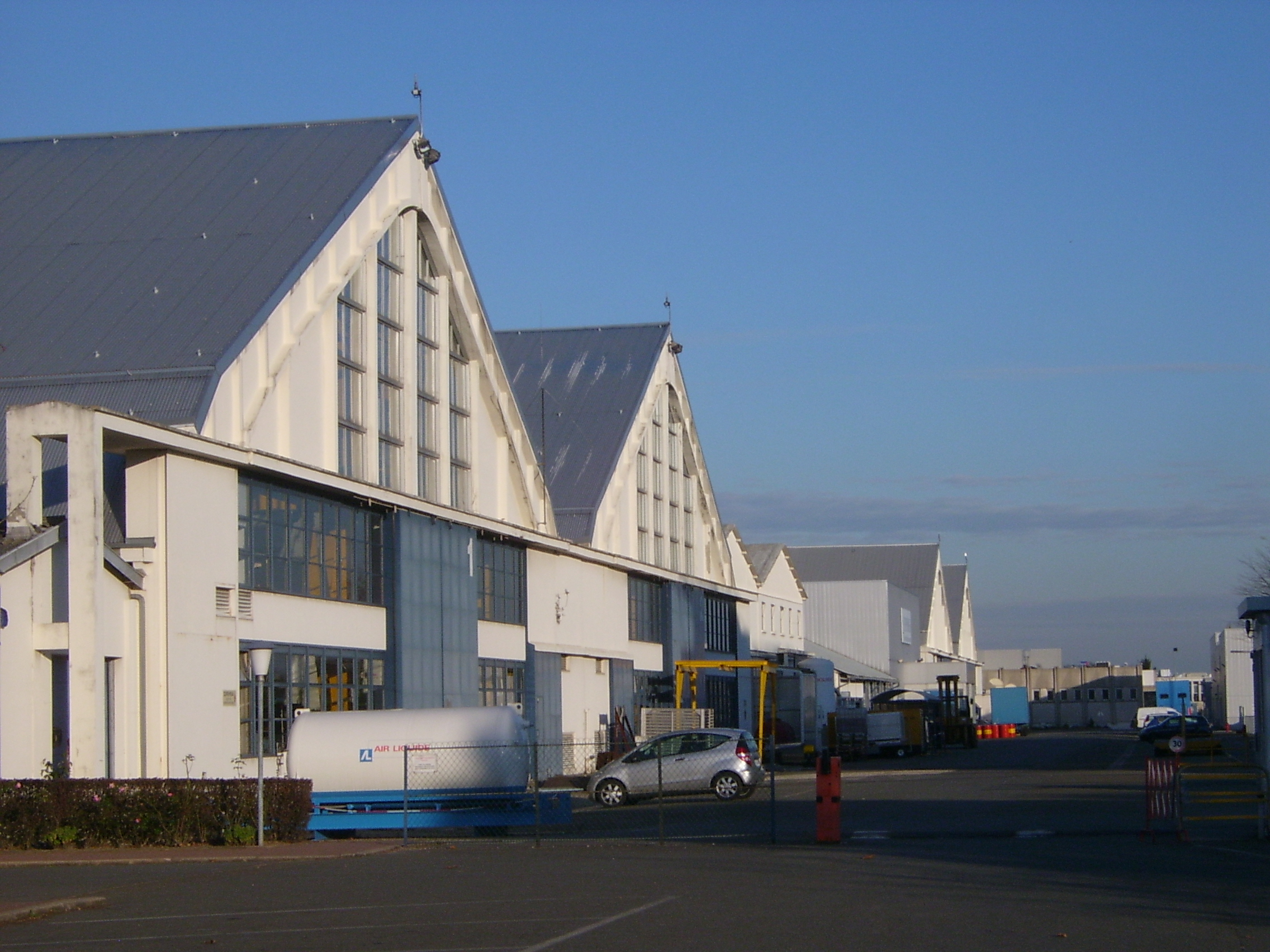
Les remarquables hangars aéronautiques à charpente béton.
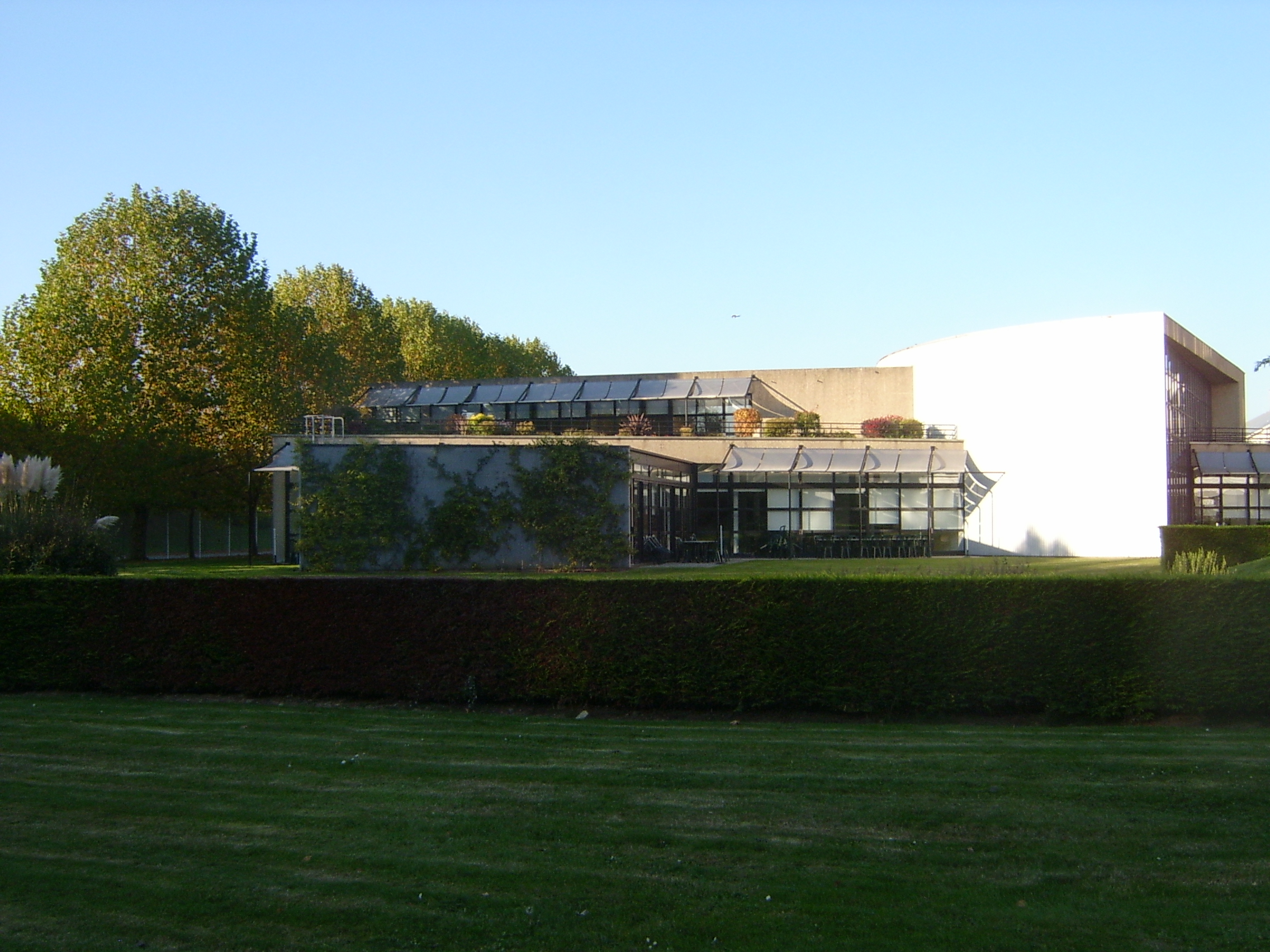
Le restaurant de direction.
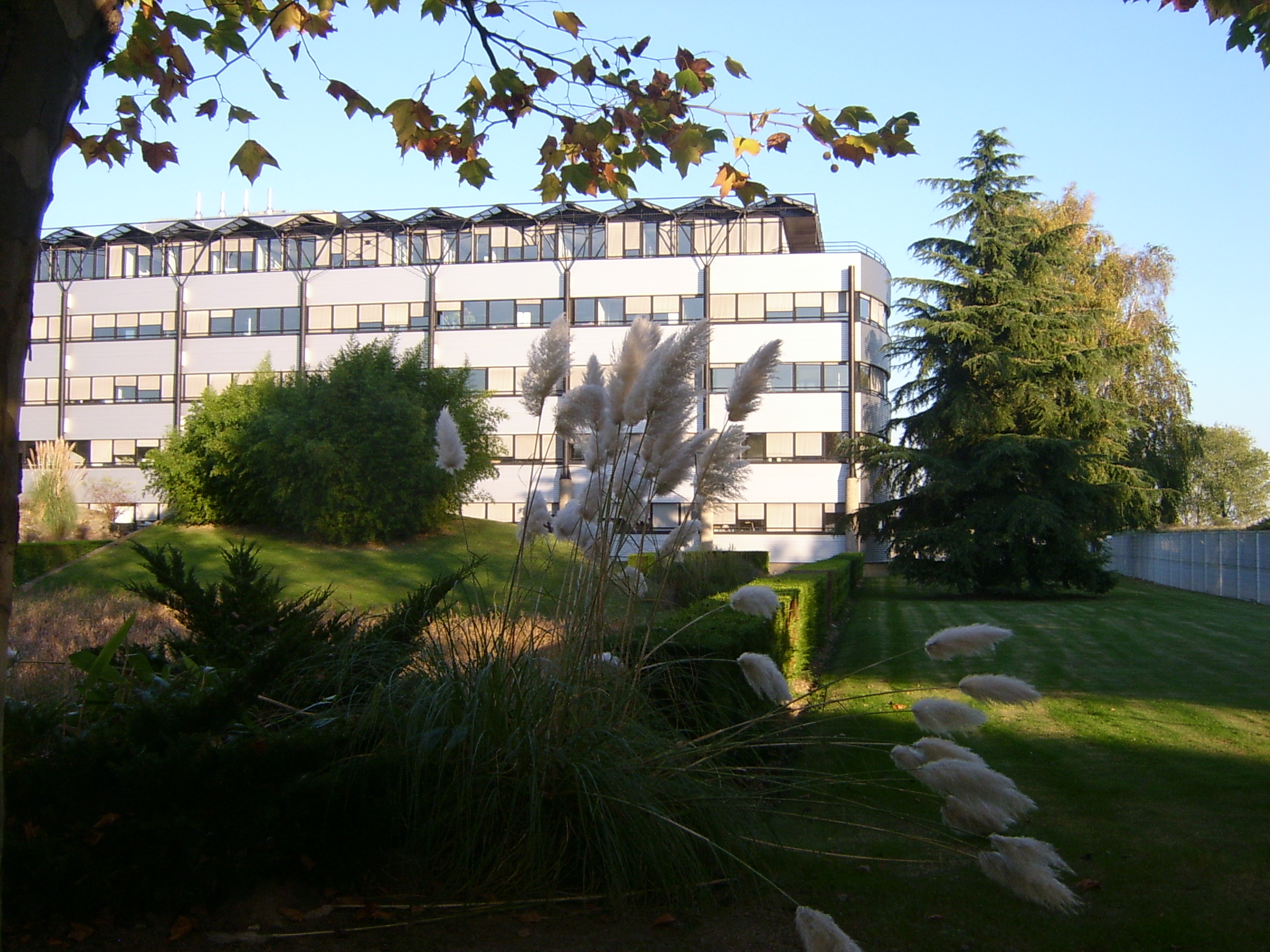
Les jardins.
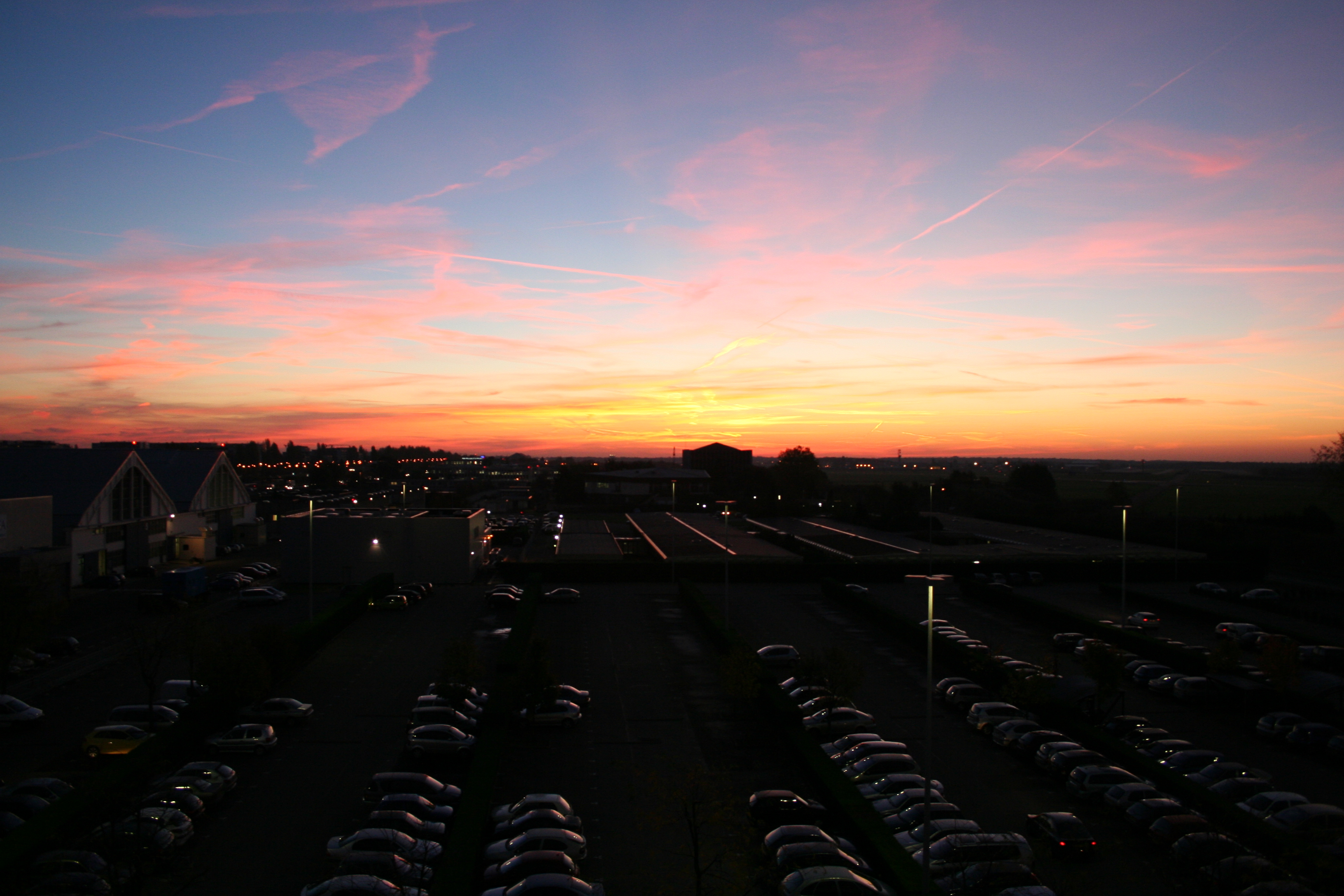
Parking au lever de soleil.
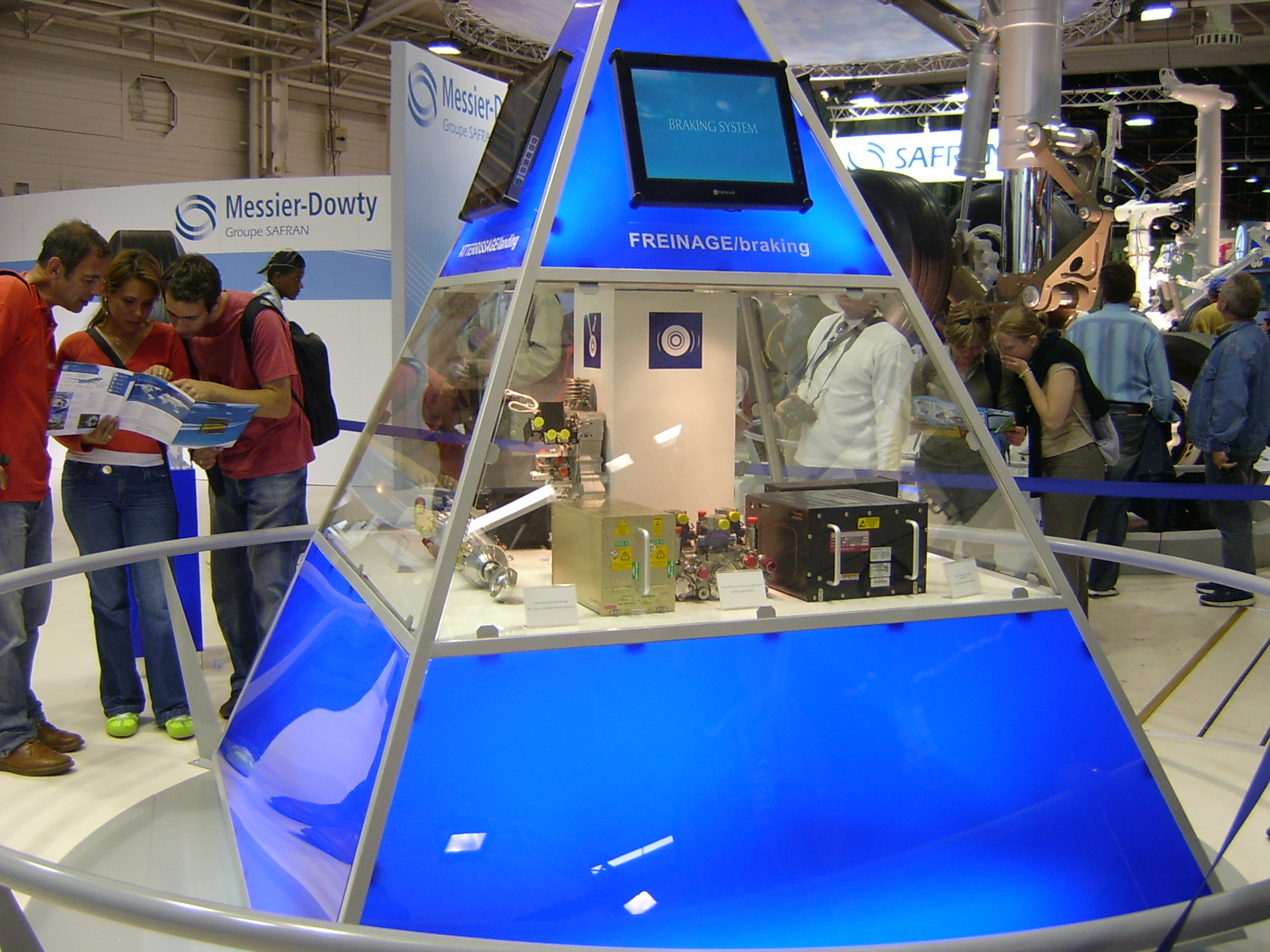
La pyramide bleue.
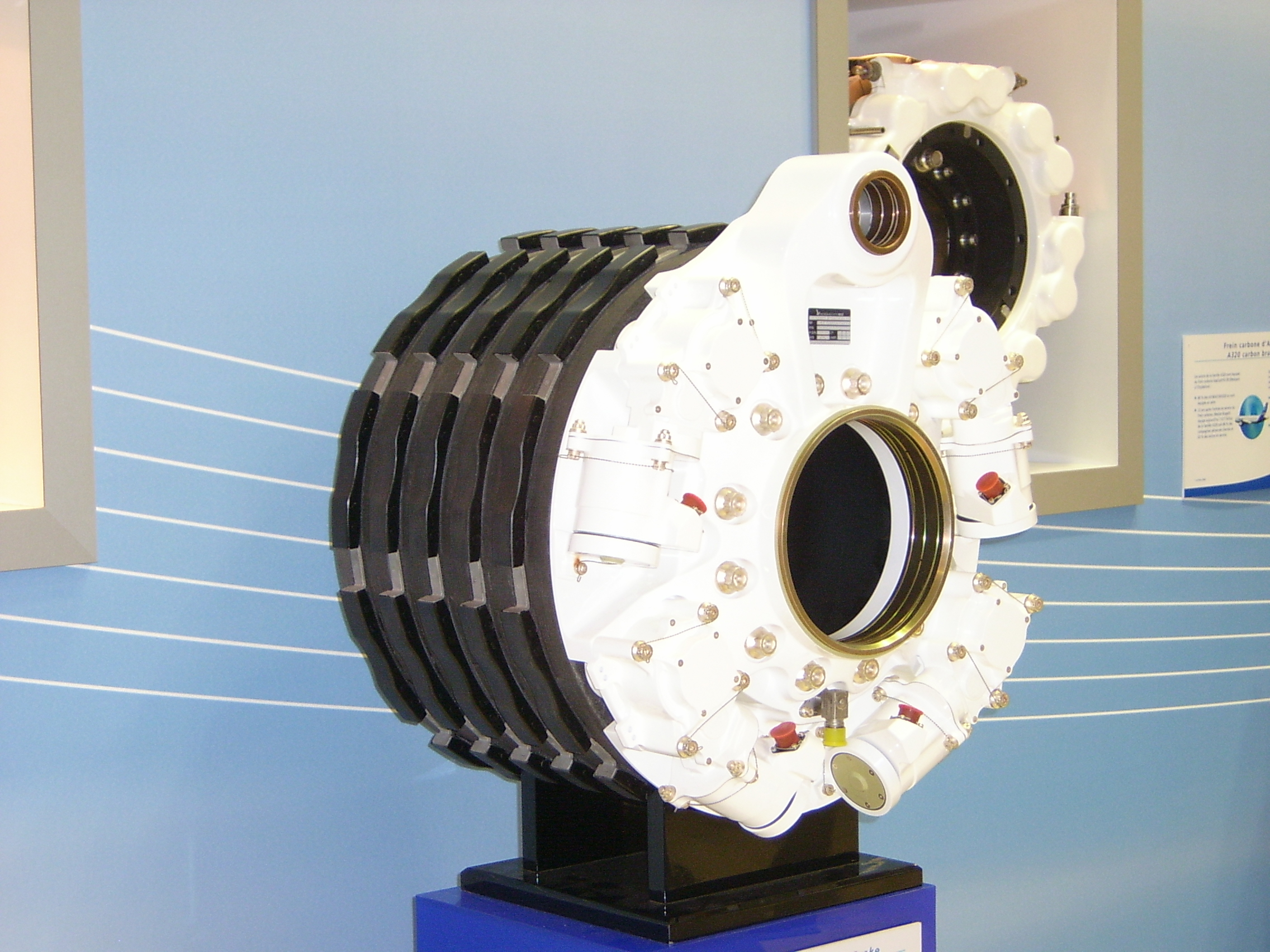
Le frein tout électrique.

Dans la pyramide : un calculateur de l'A380 et un du Boeing 787 Dreamliner (noir)